# Vodnata pest-barlang
A Vodnata pest-barlang (bolgárul: Водната пещ) Bulgáriában található, a Balkán-hegységben, Lipnica községben (Botevgradi kistérség). A barlang neve meglehetősen furcsa, szó szerinti fordításban Vizikemence-barlang. A barlangban állandó vízfolyás van, ez kanyarog a meglehetősen hosszú főfolyosóban. A barlang hossza 1016 méter. Bejárta egy szikla lábánál található, 7 méter magas és 2,5 méter széles, tekintélyes méretű üreg. A barlangban nagyon könnyen lehet közlekedni, a járószintet jórészt kavics, kő és agyag tölti ki, a sziklákon sokféle cseppkőképződmény látható: állócseppkő, függőcseppkő, cseppkőoszlop, dendrit, mésztufagát, drapéria (zászló), gyöngy, hegyitej. 
A Vodnata pest-barlang az itteni denevérállomány megőrzése érdekében 1976 óta védelem alatt áll. A helyi legenda szerint a második bolgár államiság idején (1185-1396) Kaleto várának védői ebből a barlangból szerezték be a vizet.

## Fordítás
- Ez a szócikk részben vagy egészben  a(z)   Водната пещ című bolgár Wikipédia-szócikk fordításán alapul.  Az eredeti cikk szerkesztőit annak laptörténete sorolja fel. Ez a jelzés csupán a megfogalmazás eredetét és a szerzői jogokat jelzi, nem szolgál a cikkben szereplő információk forrásmegjelöléseként.